# Герцог Палмела
Герцог де Палмела (порт. Duque de Palmela) — португальский аристократический титул. Он был создан 18 октября 1850 года указом королевы Марии II для крупного португальского политика и дипломата Педру де Соуза Гольштейна (1781—1850). Он трижды занимал пост председателя совета министров Португалии (1834—1835, 1842, 1846). 11 апреля 1812 года королевой Марией I для Педру де Созы Олштейна был создан титул графа де Палмела, 3 июля 1823 года королём Жуаном VI преобразованный в титул маркиза де Палмела, 4 апреля 1833 года королевой Марией II преобразованный в титул герцога ду Файал (порт. Duque do Faial). Через два месяца герцог успешно подал прошение королеве об изменении этого титула на герцога де Палмела, которым и пользовался до конца жизни. Юридически создание титула герцога де Палмела было оформлено 18 октября 1850 года, после его смерти.
Первоначально герцоги Палмела носили фамилию «Соуза Гольштейн». С недавних пор они также используют фамилию «Соуза Гольштейн-Бек».
Педру де Соуза Гольштейн был сыном Александра де Соуза Гольштейна (1751—1803) и Изабель Джулианы де Соуза Коутиньо Монтейро Пайн (1753—1793). По мужской линии герцоги де Палмела происходят из португальской семьи Соуза, а по женской линии — от герцогов Гольштейн. Бабкой Педу де Соуза Гольштейна была Мария Анна Леопольдина, принцесса Шлезвиг-Гольштейн-Сённерборг-Бек (1717—1789), жена Мануэла де Соуза (1703—1759).

## Список герцогов де Палмела
- 1850—1850: Педру де Соуза Гольштейн (8 мая 1781 — 12 октября 1850), единственный сын Александра де Соуза Гольштейна (1751—1803)
- 1850—1864: Домингуш де Соуза Гольштейн (28 июня 1818 — 2 апреля 1864), второй сын предыдущего
- 1864—1909: Мария Луиза Домингас де Салес де Борха де Ассис де Паула де Соуза Гольштейн (4 августа 1841 — 2 сентября 1909), старшая дочь предыдущего. Жена Антониу де Сампайо и Пина де Бредероде (1834—1910)
- 1909—1941: Елена Мария де Соуза Гольштейн (16 февраля 1864 — 28 сентября 1941), старшая дочь предыдущей. Супруга Луиша Коутиньо де Медейруша Соуза Диаша да Камара (1866—1933)
- 1941—1969: Домингуш Мария ду Эспириту-Санту Хосе Франсиско де Паула де Соуза Гольштейн-Бек (6 июня 1897 — 16 ноября 1969), второй сын предыдущей
- 1969—1997: Луиш Мария да Асунсан де Соуза Гольштейн-Бек (13 августа 1919—1997), старший сын предыдущего
- 1997 — настоящее время: Педру Домингуш де Соуза иэ Гольштейн-Бек (род. 27 января 1951), сын предыдущего.

## Другие титулы герцогов Палмела
Это семейство имеет несколько титулов. Все они были предоставлены в 19 веке:
- Маркиз Палмела, создан по указу короля Жуана VI 3 июля 1823 года
- Маркиз Файял, создан по указу королевы Марии II 1 декабря 1834 года
- Маркиз Соуза Гольштейн, создан по указу короля Педру V 3 сентября 1855 года
- Маркиз Монфалим, создан по указу Луиша I 9 августа 1861 года
- Маркиз Сезимбра, создан по указу короля Луиша I 2 февраля 1864 года
- Виконт Лансада, создан по указу королевы Марии II 10 января 1849 года
- Граф Палмела, создан по указу королевы Марии I 4 апреля 1812 года
- Граф Калхарис, создан по указу короля Жуана VI 2 октября 1823 года